# بيتر هيرتز (لاعب كرة قدم)
بيتر هيرتز (بالدنماركية: Peter Hertz)‏ هو لاعب كرة قدم دنماركي، ولد في 18 ديسمبر 1954. شارك مع منتخب الدنمارك لكرة القدم.